# Ermenric d'Ellwangen
Ermenric (ou Ermenrich) est un moine, évêque et écrivain de l'époque carolingienne, né vers 814 en Souabe, évêque de Passau en 866, mort le 26 décembre 874.

## Biographie
Issu d'une famille noble, il embrassa la vie monastique à l'abbaye d'Ellwangen. Dans les années 830, il étudia à l'abbaye de Fulda sous Raban Maur et Rudolf de Fulda, et dans les années 840 rejoignit l'abbaye de Reichenau dirigée alors par Walafrid Strabon. À partir de 834 environ, il fut aussi attaché à la chapelle de Louis le Germanique. Autour de 850, il fut chargé brièvement de diriger l'abbaye d'Ellwangen (peut-être comme représentant de l'abbé Grimald, archichapelain de Louis le Germanique). Dans la période suivante, il séjourna à l'abbaye de Saint-Gall (autre établissement de Grimald).
En 866, Grimald le fit nommer évêque de Passau (alors le diocèse le plus oriental de l'Empire franc, centre de missions vers l'Europe centrale). En 866/67, sur l'ordre de Louis le Germanique, il se rendit auprès de Boris, khan des Bulgares (qui venait de se convertir au christianisme en 864), pour l'attirer dans l'orbite de l'Église franque (mais il fut devancé par les évêques italiens Paul de Populanie et Formose de Porto, envoyés par le pape Nicolas Ier). En 870, il participa aux menées de l'Église franque contre la mission byzantine en Grande Moravie, dirigée par Méthode : arrestation, et traduction devant un synode à Ratisbonne en novembre. Les missionnaires grecs furent retenus prisonniers jusqu'en 873 (peut-être à Passau), mais le pape Jean VIII, qui soutenait Méthode (consacré évêque à Rome), réagit alors : Ermenric fut suspendu a divinis et convoqué à Rome, et les Grecs libérés. Ermenric mourut l'année suivante.

## Œuvre conservée
On conserve de lui une Vie de saint Sole, écrite entre 839 et 842 à la demande du diacre Gundramme, neveu de Raban Maur, qui était alors gardien (ædituus) de l'ermitage du saint à Solnhofen ; ce texte est accompagné d'une épître dédicatoire à Rudolf de Fulda. Il a écrit aussi vers 850 une Vie de saint Hérulphe (fondateur de l'abbaye d'Ellwangen en 764), introduite par un dialogue avec un prêtre Mahtolfus, ouvrage fait à la demande de Gozbald, évêque de Wurzbourg, qui avait de la parenté avec ce saint ; elle n'est conservée que dans une version remaniée du XIIe siècle.
Mais le texte le plus important qui nous est parvenu est sa Lettre à l'abbé Grimald, écrite à l'abbaye de Saint-Gall au début des années 850 (quelque temps après la mort de Walafrid Strabon le 18 août 849). C'est en fait un véritable petit traité (couvrant 43 pages dans l'édition des MGH), avec vers la fin des passages versifiés assez longs, un ouvrage énigmatique, traitant de sujets très variés, à la fois d'érudition (théologie, philosophie, grammaire, mythologie...) ou concernant l'auteur (son séjour à Saint-Gall), un texte formé en fait en grande partie de citations. Entre autres marques d'érudition, on constate qu'il utilise et explique un certain nombre de mots et expressions grecs.
La Vie de saint Sole a été publiée pour la première fois dans le tome IV des Antiquæ lectiones d'Henri Canisius (Ingolstadt, 1601-04). La Lettre est conservée dans un seul manuscrit de l'abbaye de Saint-Gall (n° 265, Xe siècle), et des passages ayant trait à cette abbaye ont été publiés par Jean Mabillon en 1685.

## Éditions
- Ernst Dümmler (éd.), Ermenrici Ellwangensis epistola ad Grimaldum abbatem, MGH, Epistolæ, t. V (Epistolæ Karolini ævi III), p. 534-579.
- Monique Goullet (éd.), La lettre d'Ermenrich d'Ellwangen à Grimald abbé de Saint-Gall (vers 850) (introduction, texte latin, traduction française et notes), Paris, Éditions CNRS (Sources d'Histoire médiévale, 37), 2008.